# São Pedro de France
São Pedro de France ist eine Gemeinde (Freguesia) im portugiesischen Kreis Viseu. In ihr leben 1217 Einwohner (Stand 19. April 2021).